# La Poste (Frankrike)

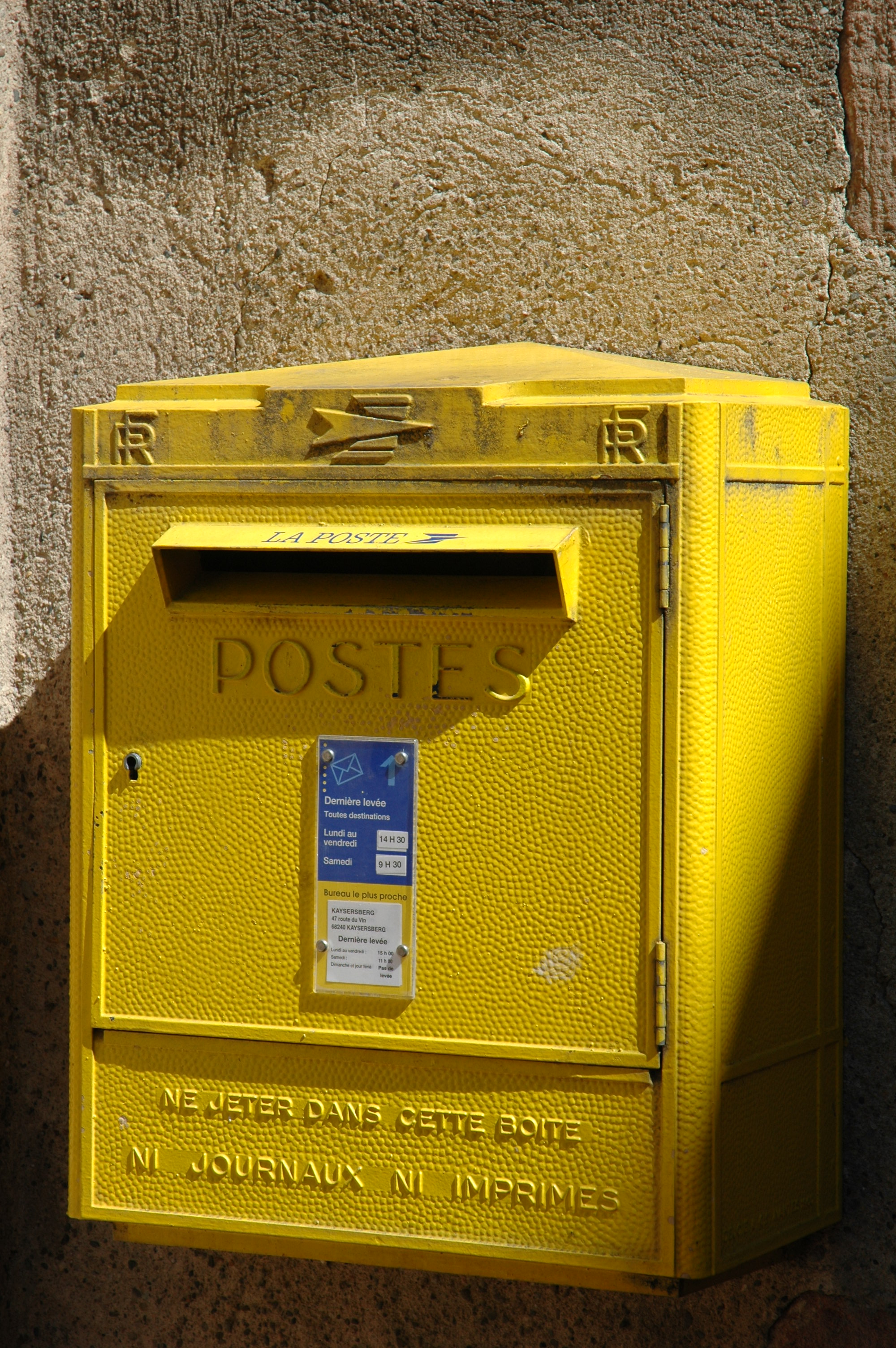
Fransk brevlåda i Kaysersberg, Alsace

La Poste är ett franskt postföretag, som tidigare var Frankrikes statliga postverk. La Poste bytte verksamhetsform 1991. La Poste betjänar även Frankrikes utomeuropeiska departement och Monaco, samt erbjuder banktjänster. La Poste är Frankrikes näst största arbetsgivare. 
La Poste är liksom France Télécom sprunget ur det tidigare statliga post- och televerket, PPT. Det skapades in sin tur utifrån ministeriet för post och telegrafer (P&T). Telefoner tillkom i samband med att telefonin i Frankrike förstatligades 1889. 1923 blev namnet på verksamheten PTT då man lade till ett T för att markera telefonin. I slutet av 1980-talet omstrukturerades verksamheten och post- och televerksamheten skiljdes åt i separata statliga bolag. 
La Poste äger logistikföretaget DPD.